# アール・エビー
アール・エビー（Earl William Eby、1894年11月18日 - 1970年12月14日）は、アメリカ合衆国の陸上競技選手である。彼は1920年に開催されたアントワープオリンピックに参加して、800メートル競走で銀メダルを獲得した。

## 経歴
アール・エビーは第一次世界大戦時に、フランスで陸軍の少尉として従軍していた。従軍中の1919年に、彼はパリで開催された400メートル走の試合に勝ち、800メートル走では2位に入っている。戦争が終わったあと、エビーはペンシルベニア州立大学に復学し、アマチュア運動連合（AAU）の600ヤード 室内選手権で、1920年と1923年に勝利した。
アントワープオリンピックで彼は800メートル走に出場した。準々決勝で彼は1分57秒7の記録で3位となり、準決勝に勝ち進んだ。準決勝では1分57秒0で2位になり、決勝へと進んだ。決勝ではイギリス代表のアルバート・ヒルに敗れ、銀メダルを獲得することになった。
オリンピックの後のエビーは、1920年にIC4A主催の880ヤード競走 で優勝し、1921年にはIC4AとNCAAの両方の880ヤード競走で優勝している。後にエビーは、アメリカでもっとも偉大な陸上競技専門の記者の一人に数えられる存在になったという。